# Grupo Risa
El Grupo Risa está compuesto por Fernando Echeverría, David Miner y Óscar Blanco y actualmente se encuentra en la Cadena COPE.

## Historia

### Comienzos
El Grupo Risa comienza su andadura en La Jungla de Cadena 100 junto a José Antonio Abellán. Primero Óscar y Fernando coinciden en 1996, posteriormente David Miner se une al grupo, aún sin nombre.

### Etapa en COPE (I)
Tras la salida de José María García de la Cadena COPE rumbo a Onda Cero, se encarga a Abellán la sustitución de García. Allí, el Grupo Risa multiplica su popularidad gracias a la sección de El Radiador, emitida en El Tirachinas. Más adelante, participan también en La Mañana de Federico Jiménez Losantos.

### Etapa en esRadio
Tras la finalización de la temporada 2008/2009 la Cadena COPE decide no renovar a Federico Jiménez Losantos, y este, gracias a la concesión de una licencia en la Comunidad de Madrid a Libertad Digital deciden crear esRadio. El Grupo Risa, ante este hecho, decide abandonar COPE y fichar por esRadio, donde permanecen hasta el verano de 2013.

### Etapa en COPE (II)
Tras la salida de César Vidal de esRadio en julio de 2013, el Grupo Risa anuncia también su salida de la emisora en dirección, de nuevo, a la Cadena COPE. Desde septiembre de 2013, inundan la parrilla de COPE, además de participaciones en Rock FM y 13TV.

## Secciones
Desde septiembre de 2013, el Grupo Risa participa en varios programas del Grupo COPE.

### El Grupo Risa en Herrera en COPE
Todos los Jueves, el programa de Herrera en COPE, tiene una pequeña sección en la hora de 9:30 a 10:00, aproximadamente, dónde Carlos Herrera habla "con su espejo". Una sección de humor donde El Grupo Risa imita a Carlos Herrera, y este con el mismo, además de más imitaciones de otros personajes famosos españoles. 

### El Bar de Mou y Vaya Fiesta
El Bar de Mou es una sección de El Partido de las 12 producida por el Grupo Risa que se emite todos los miércoles a la 1:00 de la madrugada y que cuenta con una duración de 15 minutos. Parecido a El Radiador, en El bar de Mou, el Grupo Risa realiza bromas telefónicas relacionadas con el mundo del deporte, así como diferentes sketches, y cuenta con la despedida propia que Juan Antonio Alcalá realizaba tanto en El Larguero como en El Partido de las 12, pero en tono de humor y realizada por Juan Antonio Alcalá "otro". Los personajes habituales de El Bar de Mou son, entre otros, Jose Joaquín Brotons, Florentino Pérez, Sandro Rosell, el Cholo Simeone o José María García.
A partir de la temporada 2016-2017 Vaya Fiesta releva a El bar de Mou en El Partidazo de COPE, presentado por Juanma Castaño con un formato similar y en directo.

### Te la hemos 'colao'
Todos los días por la mañana durante la temporada 2013-2014, a las 08:35 horas, se emitía en el morning show de Rock FM, El Pirata y su banda, una llamada en la que el Grupo Risa llama a alguien para gastarle una broma.

### El Golpe de GraciayLa Noche con El Grupo Risa en COPE
El Golpe de Gracia es un programa producido y presentado por el Grupo Risa que se emitía en la temporada 2013-2014 los sábados a partir de las 15:05 en la Cadena COPE. Desde septiembre de 2014, hace doblete en la madrugada del sábado al domingo (de 1:30 a 5:55 horas) bajo el paraguas del macro contenedor "La Noche de COPE". En el programa, repasan bromas nuevas e históricas, además cuenta con la participación de los oyentes del programa.

### Publicidad
El Grupo Risa es el encargado de grabar y locutar cuñas publicitarias que se emiten en la Cadena COPE.